# Sites des anciennes villes de Hwando et Gungnae

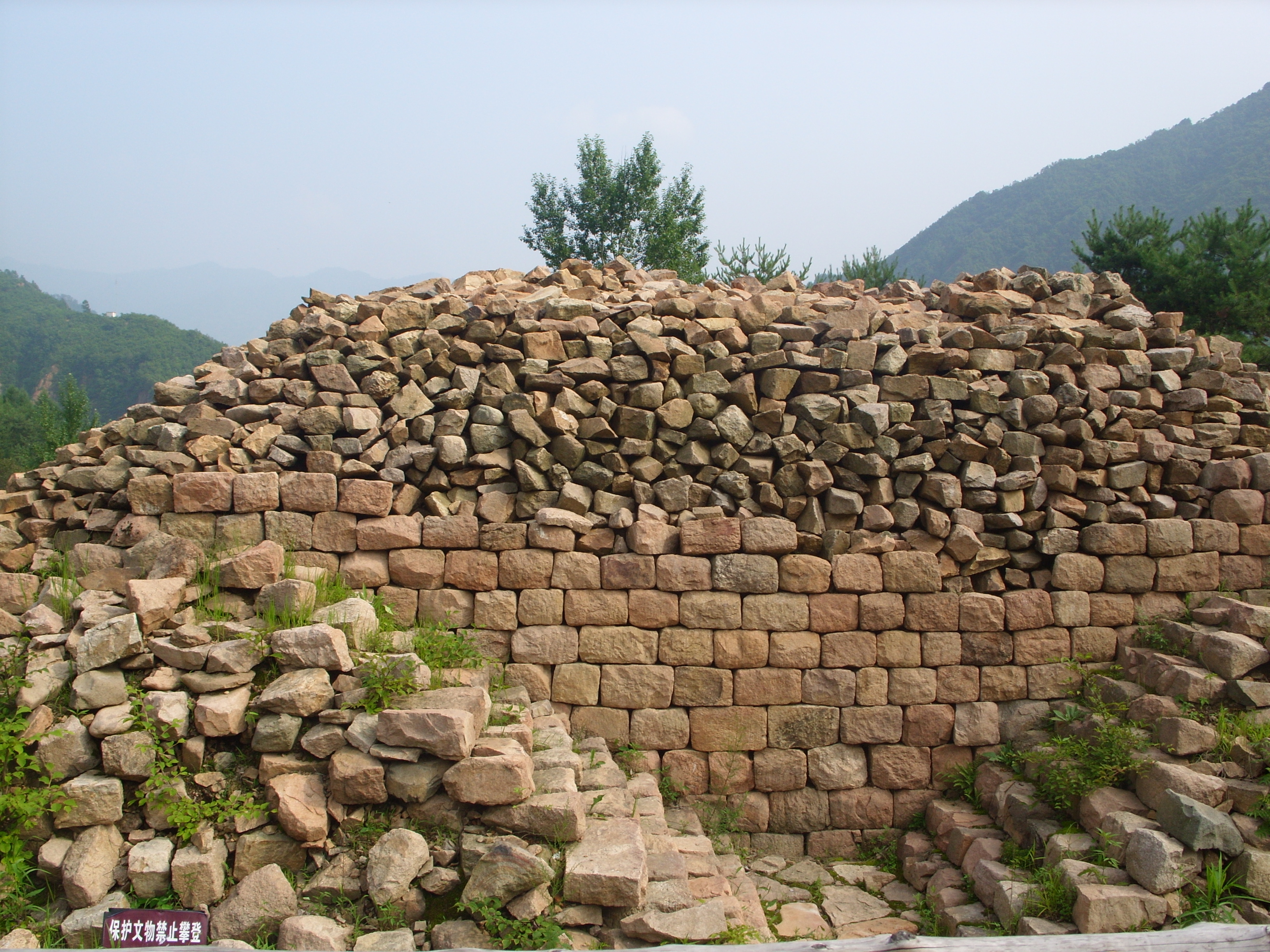
La tour de guet à Hwando

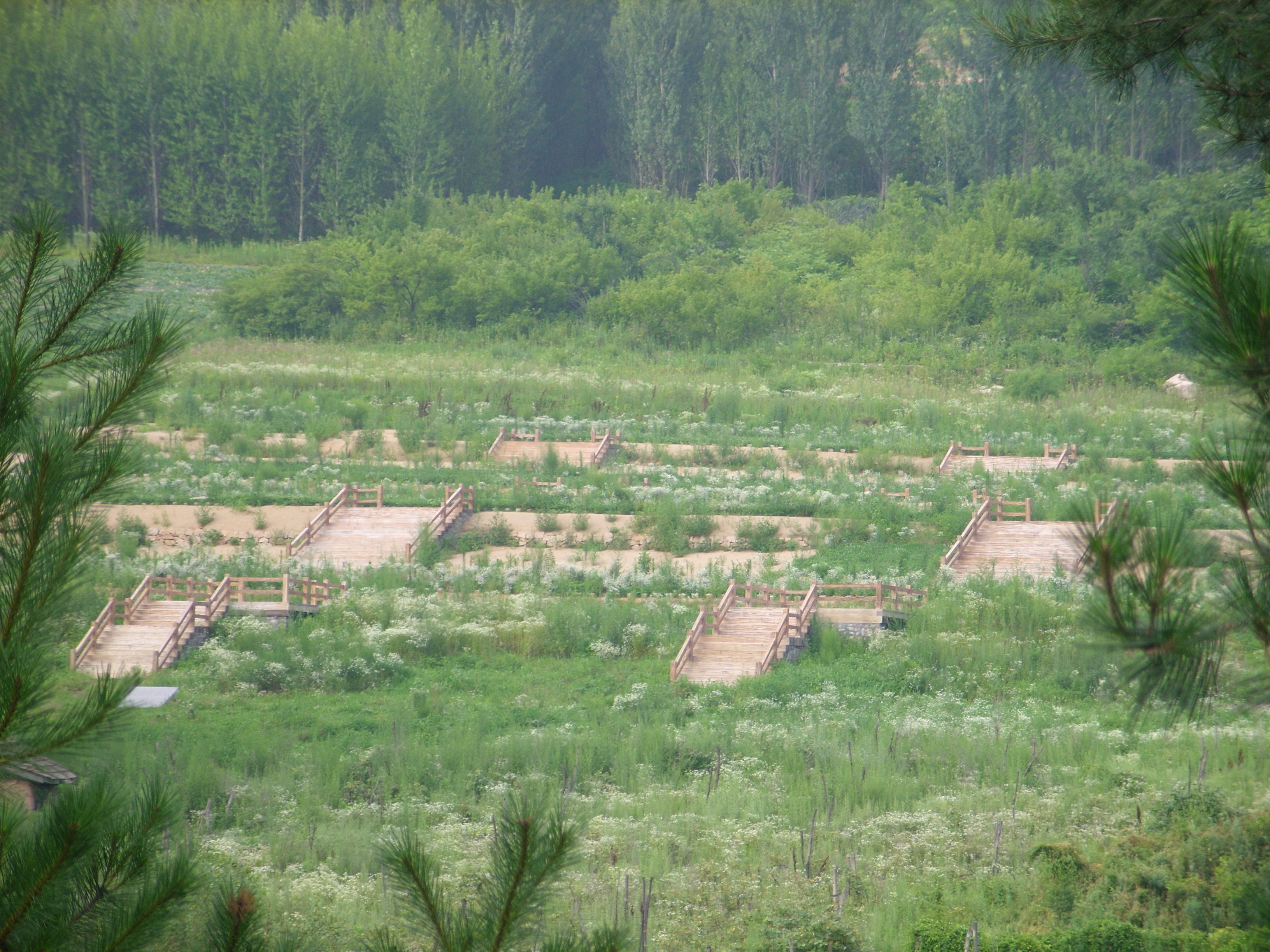
Les ruines du palais de Hwando

Hwando (환도 en coréen, 丸都 en chinois, prononcé Wandu dans cette langue) est une forteresse de montagne qui était la capitale du royaume coréen de Koguryo  (Goguryeo) à partir de 209. Elle se trouve à 2,5 km à l'ouest de Ji'an, en Chine du Nord-est. La forteresse de Gungnae (국내성, 國內城, Guonei en chinois) se trouvait à l'emplacement de cette ville, Ji'an ; elle a aussi servi de capitale au royaume de Goguryeo de l'an 3 jusqu'en 427. Ces deux villes-forteresses sont inscrites au patrimoine mondial de l'UNESCO sous le nom de « capitales et tombes de l'ancien royaume de Koguryo » et dans la liste des monuments historiques de Chine (2-52).

## Hwando
D'après le samguk sagi (Mémoires historiques des Trois Royaumes), la forteresse de Hwando a été fondée en l'an 3 sous le nom de Wina (위나, 尉那) lorsque le roi Yuri a déplacé sa capitale du mont Wunu à Gungnae. Le roi Sansang y fonde la ville de Hwando en 198 puis en fait sa capitale en 209.
Hwando est détruite en 244 par les forces du royaume de Wei lors de la guerre entre Koguryo et Wei et perd son statut de capitale. Elle est de nouveau détruite en 341 par les Xianbei, puis tombe en ruine.

### Description
En temps de paix, la forteresse a d'abord servi d'entrepôt pour les armes et les provisions de l'armée. En période de guerre, elle servait de base militaire.
De forme ovale, elle était entourée d'un mur en pierres régulières long de 7 km. Le mur est haut de 6 m. Cinq portes subsistent ; la plus grande est celle du sud, elle est de forme concave pour faciliter sa défense. À l'intérieur de la ville, il y avait en particulier un palais, un réservoir et une tour de guet, laquelle donne une vue d'ensemble sur toute la ville.

## Gungnae
La forteresse de Gungnae se trouvait près des rives du Yalou. Après avoir été prise plusieurs fois par l'ennemi, le roi Changsu décide de transférer sa capitale à Pyongyang en 427. Elle était entourée d'un mur de 2686 mètres.

## Référence
1. ↑  Wandushan Ancient City, ChinaCulture.org.

- (en) Cet article est partiellement ou en totalité issu de l’article de Wikipédia en anglais intitulé « Gungnae Fortress » (voir la liste des auteurs).

- (en) Cet article est partiellement ou en totalité issu de l’article de Wikipédia en anglais intitulé « Hwando Mountain Fortress » (voir la liste des auteurs).